# Hanna Nordholt
Hanna Nordholt (* 1. Juni 1958 in Schüttorf) ist eine deutsche Drehbuchautorin und Regisseurin von Kurzfilmen.

## Leben
Gemeinsam mit dem Grafiker und Filmemacher Fritz Steingrobe arbeitet sie seit 1985 in Hamburg mit eigenem Filmmaterial, Found Footage und Computeranimation, um ungewöhnliche Bild- und Klangkompositionen zu erschaffen. Die Arbeiten beschäftigen sich mit dem Verhältnis von Wissenschaft und Kunst, Gesellschaft und Medien. Medientheoretiker wie Friedrich Kittler – vor allem mit seinem Buch „Grammophon, Film, Typewriter“ – haben in ihren Filmen Einzug gehalten. Mit Paul Virilios Buch „Krieg und Kino“ haben sie sich in ihrem Film „Das dritte Fenster“ auseinandergesetzt.
In den 1990er Jahren studierte Hanna Nordholt Visuelle Kommunikation an der HfbK Hamburg bei Franz Winzentsen. Nach dem Diplom war sie als Dozentin und Gastprofessorin für Computeranimation (2D & 3D) im neu eingerichteten Bereich Transmedien tätig.
Seit 2006 kuratiert sie gemeinsam mit Fritz Steingrobe die Sektion Labor des Internationalen Kurzfilm-Festivals Hamburg.
In den Jahren 2003 und 2006 wurden ihre Filme Yo Lo Vi und Drei Grazien für den deutschen Kurzfilmpreis nominiert. Der Film Yo Lo Vi wurde auf der DVD Kompilation „Geschichte des deutschen Animationsfilms“ des Verlags Absolut Medien veröffentlicht. Acht ihrer Filme, unter anderem Yo Lo Vi, Drei Grazien und Silicium – Schaltkreis 5, wurden im Rahmen der Internationalen Kurzfilmtage Oberhausen präsentiert. 2008 widmete das Internationale Trickfilmfestival Stuttgart dem Hamburger Künstlerduo eine Retrospektive und berief beide in die Festivaljurys.
2010 nahmen sie auf Einladung des Deutschen Instituts für Animationsfilm DIAF an der Gruppenausstellung Autopsie von Fremdbildern teil.

## Filmografie (Auswahl)
- 1992: Headquarters
- 1998: Das Dritte Fenster
- 2002: Pa Tak
- 2003: Yo Lo Vi – Ich sah es
- 2006: Drei Grazien
- 2007: Silicium – Schaltkreis 5
- 2009: Tesla-Vision
- 2011: Wunderkammern